# Esper Konstantinowitsch Belosselski
Esper Konstantinowitsch Belosselski-Beloserski (russisch Эспер Константинович Белосельский-Белозерский; * 8. Oktober 1871 in St. Petersburg; † 5. Januar 1921 in Paris, Frankreich) war ein russischer Segler und Prinz aus dem russischen Adelsgeschlecht Belosselski-Beloserski.

## Erfolge
Esper Belosselski nahm an den  Olympischen Spielen 1912 in Stockholm in der 10-Meter-Klasse als Skipper der Gallia II aus dem Russischen Kaiserreich teil. Bei der in Nynäshamn stattfindenden Regatta schloss die Gallia II die erste Wettfahrt auf dem dritten und die zweite Wettfahrt auf dem zweiten Platz ab. Da die Nina aus Finnland von Skipper Harry Wahl ebenfalls einen zweiten und einen dritten Platz erreichte, kam es zwischen beiden Booten zu einem Stechen, in dem sich die Nina durchsetzte. Damit erhielt Belosselski neben den Crewmitgliedern Karl Lindholm, Nikolai Puschnizki, Alexander Rodionow, Joseph von Schomacker, Ernst Brasche und Philipp Strauch die Bronzemedaille.
Sein Schwager, Prinz Wladimir Orlow, nahm 1900 bei den Olympischen Spielen im Gespannfahren teil. Sein Bruder Prinz Sergei Belosselski war Mitglied im IOC.